# Anton Glasner
Anton Glasner (4. ledna 1803 Znojmo – 8. května 1871 Znojmo) byl moravský politik, poslanec Moravského zemského sněmu a v letech 1857–1862 starosta Znojma.

## Životopis
Narodil se ve Znojmě do rodiny obchodníka Vinzenze Glasnera a jeho ženy Vinzenzie, rozené Lerb. Pracoval jako pojišťovací živnostník. Od roku 1839 stál v čele městské spořitelny.
V roce 1848 zastupoval Znojmo, stejně jako jeho předchůdce ve funkci starosty Anton Buchberger, v prozatímním zastoupení královských měst v Moravském stavovském sněmu. Do místní politiky vstoupil se zřízením místních samospráv v roce 1850, kdy se stal členem obecního výboru i obecním radním. Členem výboru byl až do roku 1864, radním do roku 1857, kdy nahradil Antona Buchbergera ve funkci starosty Znojma. Tím byl zvolen ještě jednou v roce 1861. V roce 1862 na tuto funkci kvůli výkonu poslaneckého mandátu rezignoval. V roce 1868 stál u zrodu Politického spolku liberálů ve Znojmě.
V letech 1861–1866 byl za kurii městských obcí členem Moravského zemského sněmu.
V roce 1832 se oženil s Marií Piwetz, s níž měl 6 dětí – Antona (nar. 1832), Marii Antonii (nar. 1834), Marii (nar. 1835), Philippinu (nar. 1836), Vinzenzii (nar. 1837) a Annu Marii (nar. 1838).